# Месита (Њу Мексико)
Месита (енгл. Mesita) насељено је место без административног статуса у америчкој савезној држави Њу Мексико.

## Демографија
По попису из 2010. године број становника је 804, што је 28 (3,6%) становника више него 2000. године.
| Група             | 2000.     | 2010.     |
| Белци             | 7 (0,9%)  | 6 (0,7%)  |
| Афроамериканци    | 0 (0,0%)  | 0 (0,0%)  |
| Азијати           | 0 (0,0%)  | 0 (0,0%)  |
| Хиспаноамериканци | 23 (3,0%) | 36 (4,5%) |
| Укупно            | 776       | 804       |